# توماس ریکمن
توماس ریکمن (انگلیسی: Thomas Rickman؛ ۸ فوریهٔ ۱۹۴۰ – ۳ سپتامبر ۲۰۱۸) کارگردان، نمایشنامه‌نویس، و فیلم‌نامه‌نویس اهل ایالات متحده آمریکا بود که برای آثاری همچون دختر معدنچی زغال‌سنگ, سه‌شنبه‌ها با موری شناخته‌شده‌است.